# 3김퀴즈
3김퀴즈는 대한민국의 방송국 MBC의 라디오 채널 MBC 표준FM에서 방송하는 최양락의 재미있는 라디오의 한 코너이다.

## 개요
최양락과 배칠수가 김영삼, 김종필, 김대중의 성대모사로 옥신각신 실수를 연발하며 퀴즈를 푸는 형식으로 진행되는 코너이다. 이 3김들은 문제를 쉽게 내는데도 재치있게 오답을 내서 청취자에게 웃음을 주었던 최양락의 재미있는 라디오의 간판 프로그램이었다. 3김들이 문제를 못 맞추면 그 문제로 청취자 퀴즈를 낸다. 3김들은 힌트 역할을 하기도 한다.
그러나 김대중 전 대통령의 건강 악화로 전두환 성대모사로 교체되었으며 결국 김대중 전 대통령의 서거로 8월 18일부터 3김퀴즈는 폐지되고 24일에는 대통퀴즈가 시즌2 형식으로 시작하였다. 최양락과 배칠수가 YS, DH, MB의 성대모사로 진행한다.

## 같이 보기
- 최양락의 재미있는 라디오